# 北村治
北村 治（きたむら おさむ）は、日本のイラストレーター、芸術家、画家。横浜美術大学教授。東京イラストレーターズソサエティ会員。

## 経歴
- 1974年：東京芸術大学美術学部工芸科ヴィジュアルデザイン専攻卒業
- 1974 ‐ 82年：ライオン株式会社広告制作部勤務
- 1983 ‐ 85年：東京芸術大学美術学部デザイン科非常勤講師
- 1985 ‐ 99年：共立女子大学家政学部生活美術科非常勤講師
- 現在、横浜美術大学教授

## 受賞
- 講談社出版文化賞さしえ賞受賞